# David Augustin de Brueys
David Augustin de Brueys, född 1640 och död 25 november 1723, var en fransk författare och teolog.
Han skrev katolska teologiska stridsskrifter och tillsammans med Jean Palaprat åtskilliga lustspel, såsom Advokaten Pathelin.